# Jan Cornelis Kluyver
Jan Cornelis Kluyver, geboortenaam gespeld als Kluijver (Koog aan de Zaan, 2 mei 1860 – Leiden, 31 december 1932) was een Nederlands wiskundige en hoogleraar aan de Universiteit Leiden.

## Biografie
Jan Cornelis Kluyver was de zoon van Albert Kluyver (1832-1893) en Neeltje Dekker (1831-1909). Na de hogereburgerschool (HBS) in Zaandam te hebben bezocht ging hij in 1877 studeren aan de Polytechnische School te Delft (huidige Technische Universiteit). In 1881 slaagde hij voor zijn ingenieursdiploma civiele techniek.
Vanaf november 1881 was hij werkzaam als leraar wiskunde aan de HBS in Breda en vanaf februari 1891 aan de HBS te Amsterdam. In juni 1892 werd Kluyver benoemd tot gewoon hoogleraar in de wiskunde aan de Universiteit Leiden, met als leeropdracht "Wiskunde (hoogere en Stelkunde), Differentiaalrekening, Integraalrekening, Theorie der functiën en Waarschijnlijkheidsrekening". Samen met Diederik Johannes Korteweg en Pieter Hendrik Schoute moderniseerde hij het wiskunde-onderwijs in Nederland. Als rector magnificus van de Leidse universiteit hield hij zich in 1909/10 bezig met organisatorische taken. Tevens was hij heruitgever van het Nieuw Archief voor Wiskunde. Op zeventigjarige leeftijd ging hij op 15 september 1930 met emeritaat.

## Werk
Kluyver gaf les in algebra, infinitesimaalrekening, functietheorie en kansrekening en hield zich ook bezig met differentiaalmeetkunde en getaltheorie.
Hij gaf onder andere een formule voor de constante van Euler-Mascheroni en een formule die de Stieltjes-constanten uitdrukt door Bernoulli-polynomen. In 1905 verschafte hij een oplossing voor het probleem van Karl Pearson (gesteld in Nature 1905) over de radiale kansverdeling van een willekeurig pad in twee dimensies na n stappen.

## Erkenning
In 1896 werd Kluyver benoemd tot doctor honoris causa aan de Rijksuniversiteit Groningen. Het jaar erop, 1897, werd hij lid van de Koninklijke Nederlandse Akademie van Wetenschappen (KNAW) en ridder in de Orde van de Nederlandse Leeuw.
Kluyver was gehuwd met Marie Honigh (1859-1928), de dochter van Adriaan Cornelis Honigh en Clasina Dekker. Uit dit huwelijk werden een zoon (Albert Jan) en drie dochters (Clasina Albertina, Nelly Margaretha Maria en Marie Johanna) geboren. Hij overleed op oudejaarsdag 1932 op 72-jarige leeftijd.
- Biografisch Portaal: 56066927
- Gemeinsame Normdatei: 1257990209
- International Standard Name Identifier: 0000 0003 7132 3109
- Mathematics Genealogy Project: 28416
- Nederlandse Thesaurus van Auteursnamen: 135498368
- Virtual International Authority File: 250914496
- WorldCat: E39PBJfGX6gTr4tVPgKD8MRBT3